# Berberis qiaojiaensis
Berberis qiaojiaensis är en berberisväxtart som beskrevs av S.Y. Bao. Berberis qiaojiaensis ingår i släktet berberisar, och familjen berberisväxter. Inga underarter finns listade i Catalogue of Life.